# Championnat de Serbie de football 2011-2012
Navigation
Édition précédente Édition suivante
L'édition 2011-2012 de la Jelen SuperLiga est la sixième saison de la première division serbe de football. Seize clubs prennent part à la compétition, qui se tient du 13 août 2011 au 20 mai 2012, et rencontrent leurs adversaires deux fois, à domicile et à l'extérieur. Le Partizan Belgrade, champion pour la quatrième fois d'affilée la saison précédente, tente de conserver son titre face aux quinze autres meilleurs clubs du pays.
Trois places sont directement qualificatives pour les compétitions européennes que sont la Ligue des Champions et la Ligue Europa, la quatrième place étant celle du vainqueur de la Coupe de Serbie.
Pour la cinquième fois de suite, le Partizan remporte le championnat, devant l'Étoile rouge de Belgrade et le Vojvodina Novi Sad. L'Étoile rouge de Belgrade étant vainqueur de la coupe nationale, c'est le quatrième du classement, Jagodina, qui récupère la dernière place européenne.

## Les seize clubs participants
- Étoile rouge de Belgrade
- Partizan Belgrade
- OFK Belgrade
- Javor Ivanjica
- Vojvodina Novi Sad
- Jagodina
- Borac Čačak
- Hajduk Kula
- Rad Belgrade
- BSK Borča
- FC Smederevo
- Spartak Zlatibor Voda
- Metalac Gornji Milanovac
- Sloboda Užice
- Radnički 1923 – Promu de D2
- Novi Pazar – Promu de D2

## Compétition

### Classement[1]
Le barème de points servant à établir le classement se décompose ainsi :
- Victoire : 3 points
- Match nul : 1 point
- Défaite : 0 point

| Rang | Équipe                     | Pts | J  | G  | N  | P  | Bp | Bc | Diff |
| ---- | -------------------------- | --- | -- | -- | -- | -- | -- | -- | ---- |
| 1    | Partizan Belgrade T        | 80  | 30 | 26 | 2  | 2  | 67 | 12 | +55  |
| 2    | Étoile rouge de Belgrade C | 68  | 30 | 21 | 5  | 4  | 57 | 18 | +39  |
| 3    | Vojvodina Novi Sad         | 52  | 30 | 14 | 10 | 6  | 44 | 26 | +18  |
| 4    | Jagodina                   | 51  | 30 | 14 | 9  | 7  | 34 | 20 | +14  |
| 5    | Sloboda Užice              | 51  | 30 | 15 | 6  | 9  | 42 | 35 | +7   |
| 6    | Radnički 1923 P            | 47  | 30 | 11 | 14 | 5  | 38 | 27 | +11  |
| 7    | Spartak Zlatibor Voda      | 43  | 30 | 11 | 10 | 9  | 31 | 31 | 0    |
| 8    | OFK Belgrade               | 40  | 30 | 12 | 4  | 14 | 34 | 36 | -2   |
| 9    | Javor Ivanjica             | 39  | 30 | 11 | 6  | 13 | 28 | 32 | -4   |
| 10   | Rad Belgrade               | 37  | 30 | 10 | 7  | 13 | 33 | 31 | +2   |
| 11   | Hajduk Kula                | 33  | 30 | 9  | 6  | 15 | 28 | 44 | -16  |
| 12   | BSK Borča                  | 30  | 30 | 7  | 9  | 14 | 18 | 39 | -21  |
| 13   | FC Smederevo               | 29  | 30 | 9  | 2  | 19 | 22 | 42 | -20  |
| 14   | Novi Pazar P               | 28  | 30 | 6  | 10 | 14 | 21 | 41 | -20  |
| 15   | Borac Čačak                | 19  | 30 | 4  | 7  | 19 | 16 | 45 | -29  |
| 16   | Metalac Gornji Milanovac   | 15  | 30 | 2  | 9  | 19 | 14 | 48 | -34  |

|  | Qualifié pour le 2e tour préliminaire de la Ligue des Champions 2012-2013   |
|  | Qualifié pour le 2e tour préliminaire de la Ligue Europa 2012-2013          |
|  | Qualifié pour le 1er tour préliminaire de la Ligue Europa 2012-2013         |
|  | Relégué en Prva liga                                                        |
|  | T : Tenant du titre C : Vainqueur de la Coupe de Serbie 2011-2012 P : Promu |

### Classement des buteurs
| Rang | Joueur         | Club              | Buts |
| ---- | -------------- | ----------------- | ---- |
| 1    | Darko Spalević | Radnički 1923     | 19   |
| 2    | Zvonimir Vukić | Partizan Belgrade | 13   |
| 3    | Savo Kovačević | Sloboda Užice     | 12   |
| 4    | Cadù           | Étoile rouge      | 11   |
| 4    | Lamine Diarra  | Partizan Belgrade | 11   |
| 4    | Nemanja Tomić  | Partizan Belgrade | 11   |
| 7    | Milan Bubalo   | Hajduk Kula       | 10   |

## Bilan de la saison
| Tableau d'Honneur |                          |
| Compétition       | Vainqueur                |
| SuperLiga         | Partizan Belgrade        |
| Coupe de Serbie   | Étoile rouge de Belgrade |

| Promotions et relégations |                          |
| Relégués en Prva liga     | Borac Čačak              |
| Relégués en Prva liga     | Metalac Gornji Milanovac |
| Promus de Prva liga       | Radnički Niš             |
| Promus de Prva liga       | Donji Srem               |

| Qualifications européennes 2012-2013 |                          |
| Ligue des Champions                  | Qualifié                 |
| 2e tour de qualification             | Partizan Belgrade        |
| Ligue Europa                         | Qualifiés                |
| 2e tour de qualification             | Étoile rouge de Belgrade |
| 2e tour de qualification             | Vojvodina Novi Sad       |
| 1er tour de qualification            | Jagodina                 |